# Église Notre-Dame du Travail de Bray
Pour les articles homonymes, voir Église Notre-Dame-du-Travail.
L'église Notre-Dame du Travail est une église catholique située dans la section de Bray faisant partie de la commune de Binche, dans la province de Hainaut en Belgique. 
Depuis 2022, elle est reprise sur la liste du patrimoine immobilier exceptionnel de la Wallonie.

## Situation
Le portail d'entrée de l'église est situé sur la place du Levant au centre de la cité des charbonnages du Levant de Mons faisant partie de la commune de Binche dans la section de Bray, à environ 150 mètres au nord de la route de Mons (route nationale 90) et à égale distance entre Mons et Binche.

## Historique
En 1927, un terrible accident survient au charbonnage du Levant de Mons où 25 mineurs décèdent. Le site ne possédant pas d'église convenable, Jean-Baptiste Bondroit, curé de la paroisse lance une tombola nationale afin de récolter des fonds pour l'édification d'une nouvelle église. Après quelques complications d'ordre financier, l'édifice est finalement construit en 1932 d'après les plans de l'abbé Henri Balthazar (1889-1954) dans le style en vogue à cette époque : le style Art déco.

## Description
Les fondations sont réalisées en béton armé et les murs en béton maigre coulé dans des coffrages de 3 à 4 mètres. Les façades sont décorées de sculptures réalisées par le jeune Joseph Gillain (1914-1980) connu plus tard dans le milieu de la bande dessinée sous le pseudonyme de Jijé. Au-dessus du porche d’entrée se trouve un bas-relief représentant sainte Thérèse de Lisieux et, de part et d’autre, deux statues figurant un mineur et sa famille. L'église possède un campanile polygonal formant une croix située à l’angle du sanctuaire. 
À l’intérieur, l'ornementation Art déco ajoute une touche supplémentaire à l’atmosphère imposante des lieux : chandelier en laiton, tabernacles, grilles et vitraux. Les apôtres aux traits de mineurs sont représentés sur le maître autel.